# Charlo
Charlo – jednostka osadnicza w Stanach Zjednoczonych, w stanie Montana, w hrabstwie Lake.